# Jayne Atkinson
Jayne Atkinson (Bournemouth, Dorset, Reino Unido, 18 de fevereiro de 1959) é uma atriz britânica de televisão e cinema. Ela reside em Weston, Connecticut, com seus três filhos e cinco cachorros. Seu papel de maior destaque foi na tão aclamada série 24 Horas, interpretando a encarregada da Agência de Segurança Nacional Karen Hayes.
Ela também atuou no drama da CBS Criminal Minds como Chefe de Seção da BAU, Erin Strauss, no drama da CBS Madam Secretary como a vice-presidente dos Estados Unidos Teresa Hurst, e no  drama político da Netflix House of Cards como a  Secretária de Estado Catherine Durant.

## Carreira no cinema e televisão
- Zoo (2015) - Amelia Sage
- House of Cards (2013-presente) - Catherine Durant
- Criminal Minds (2005-2013) - Erin Strauss.
- 24 (2006-2007) - Karen Hayes.
- 12 and Holding (2006) - Ashley Carges.
- Syriana (2005) - Chefe da Divisão.
- The Village (2004) - Tabitha Walker.
- Free Willy 2: The Adventure Home (1997) - Annie Greenwood
- Blank Check (1994) - Sandra Waters
- Free Willy (1993) - Annie Greenwood